# علار (القدس)

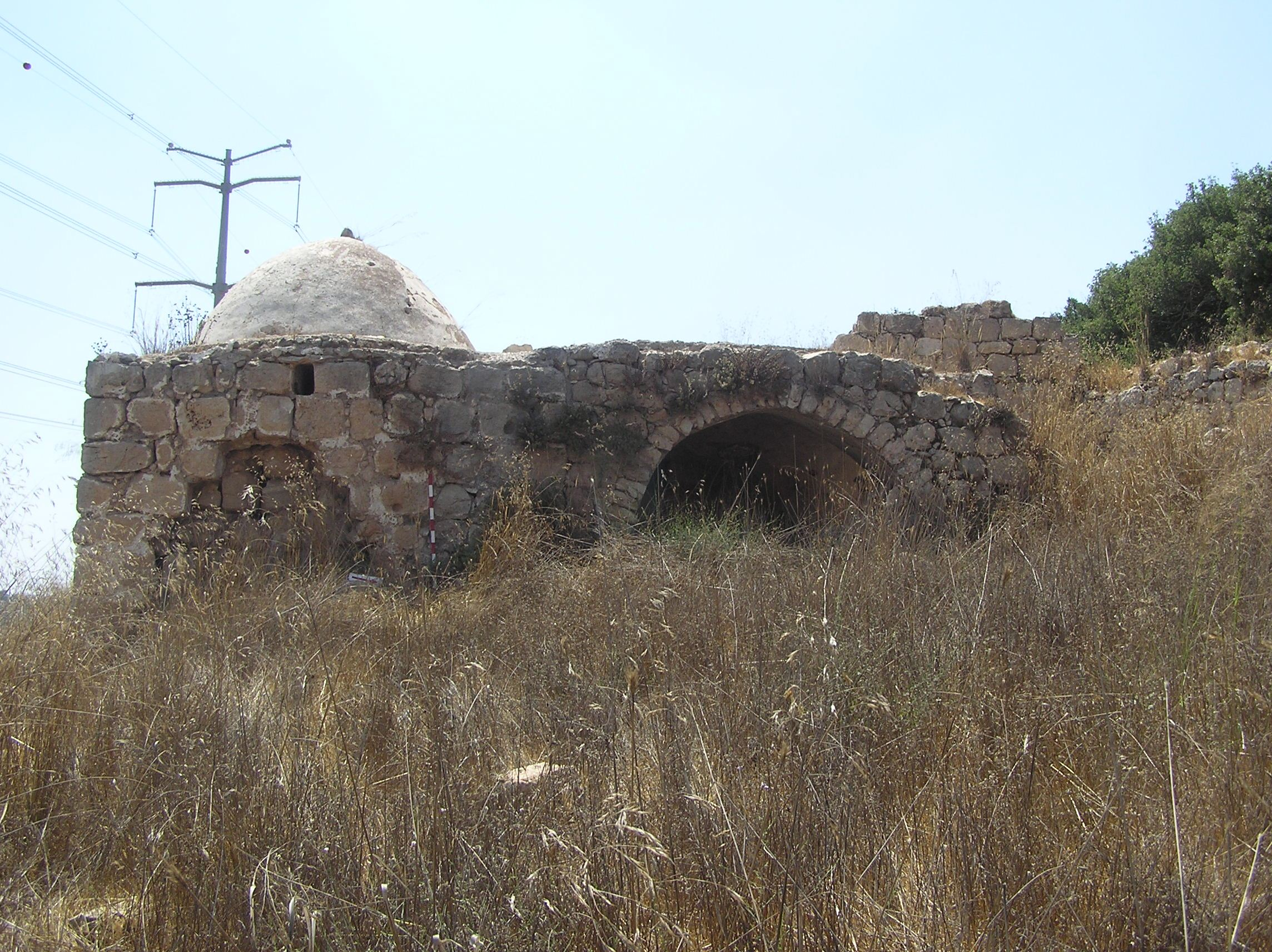
صورة لمقام الشيخ أحمد

علار أو علار الفوقا هي قرية فلسطينية مدمرة تقع إلى الجنوب الغربي من مدينة القدس القديمة تشرف على وادي الصرار. وشاركه اسم من القرى التوأم من علار (علار السفلى) كانت دفاتر الإمبراطورية الرسمية في كثير من الأحيان تدرجهما تحت اسم واحد علار.
القرية مسكونة منذ القدم ويشهد على ذلك البقايا المعمارية والوثائق من الصليبية والمملوكية والعثمانية والانتداب فترات فلسطين. وقد أخليت علار من شكانها خلال حرب فلسطين عام 1948 وأنشئت التجمعات الإسرائيلية ماتا وبار غيورا على أراضيها السابقة.

## التاريخ
يبدو أن علار السفلى كانت أقدم القريتين. تشهد على ذلك بقايا كنيسة من العصر الصليبي ودير مكون من خمسة مبانٍ مقببة على وجود استيطان فيها في القرن الثاني عشر. يُظن أن تلك المباني كان منزلًا للسيسترسية بُني عام 1161.
حكم المماليك القرية من القرن الثالث عشر إلى القرن السادس عشر حيث ظهرت القرية في وثيقة تعود إلى حوالي عام 1264 يسرد فيها الأراضي التي أوكلها السلطان بيبرس في فلسطين لأمرائه.

### العهد العثماني
استمر الحكم العثماني لها أربعة قرون، اعتقلت السلطات العثمانية اثنين من شيوخ القرية في أغسطس 1553 بسبب عدم دفعهم للضرائب. ذكرت القرية في سجل ضرائب الدولة العثمانية في 1596 على أنها منطقة فرعية في القدس ويعيش فيها 204 نسمة في 37 أسرة كلهم مسلمون. كان أهل القرية يدفعون ضريبة ثابتة بنسبة 33.3٪ على المنتجات الزراعية المختلفة مثل القمح والشعير وأشجار الزيتون والدبس والماعز وخلايا النحل بمجموع 11400 آقجة، كانت جميع إيراداتها تذهب للأوقاف.
من الرحالة الغربيين الذين زاروا القرية كان إدوارد روبنسون الذي زار فلسطين وسوريا في عام 1838 وفيكتور غيرن الذي قام برحلات عديدة خلال النصف الثاني من القرن التاسع عشر. ميز الرحالاتان بين علار السفلى والعليا فهما قريتان في وادٍ أطلق عليه روبنسون اسم وادي الرمان، بينما ذكره غيران بوادي الليمون. أشار كل منهما إلى وجود كنيسة كبيرة قديمة مهدمة في علار السفلى. ذكر روبنسون وجود نافورة في أعلى الوادي تسقي الأشجار والحدائق أدناه مع ذكره كثرة الزيتون فيها. ووصف غيرن المنطقة بأنها واحة خضراء مليئة بكروم العنب والحمضيات والرمان وأشجار التين، ترويها قناة مائية قديمة.
ظهرت القرية باسم علار الفوقا على خريطة كيبرت لفلسطين في عام 1856، أظهرت قائمة القرى العثمانية لعام 1870 وجود 56 منزلاً و176 نسمة في القرية (اقتصر التعداد على الرجال فقط ).
ذكر مسح جغرافيا فلسطين علار في عام 1883 بأنها قرية صغيرة تقع على منحدر تلال فيها بئر في الجنوب ومقابر منحوتة في الصخور في الشمال.
هاجر سكان ألار العليا إلى ألار السفلى في نهاية القرن التاسع عشر. قُدر عدد سكان علار في عام 1896 بحوالي 243 شخصًا.

### الانتداب البريطاني
أعيد التوطين في القرية خلال فترة الانتداب البريطاني وكانت فيها مدرسة ابتدائية لكنها كانت مسجلة في التعدادات البريطانية كمزرعة. ذكر تعداد عام 1945 أن عدد سكان علار 440 مسلم، وكانت مساحتها الإجمالية 12,356 دونم منها 353 دونم بساتين و2,234 دونما مخصصة لزراعة الحبوب و12 دونم مباني أهل القرية.

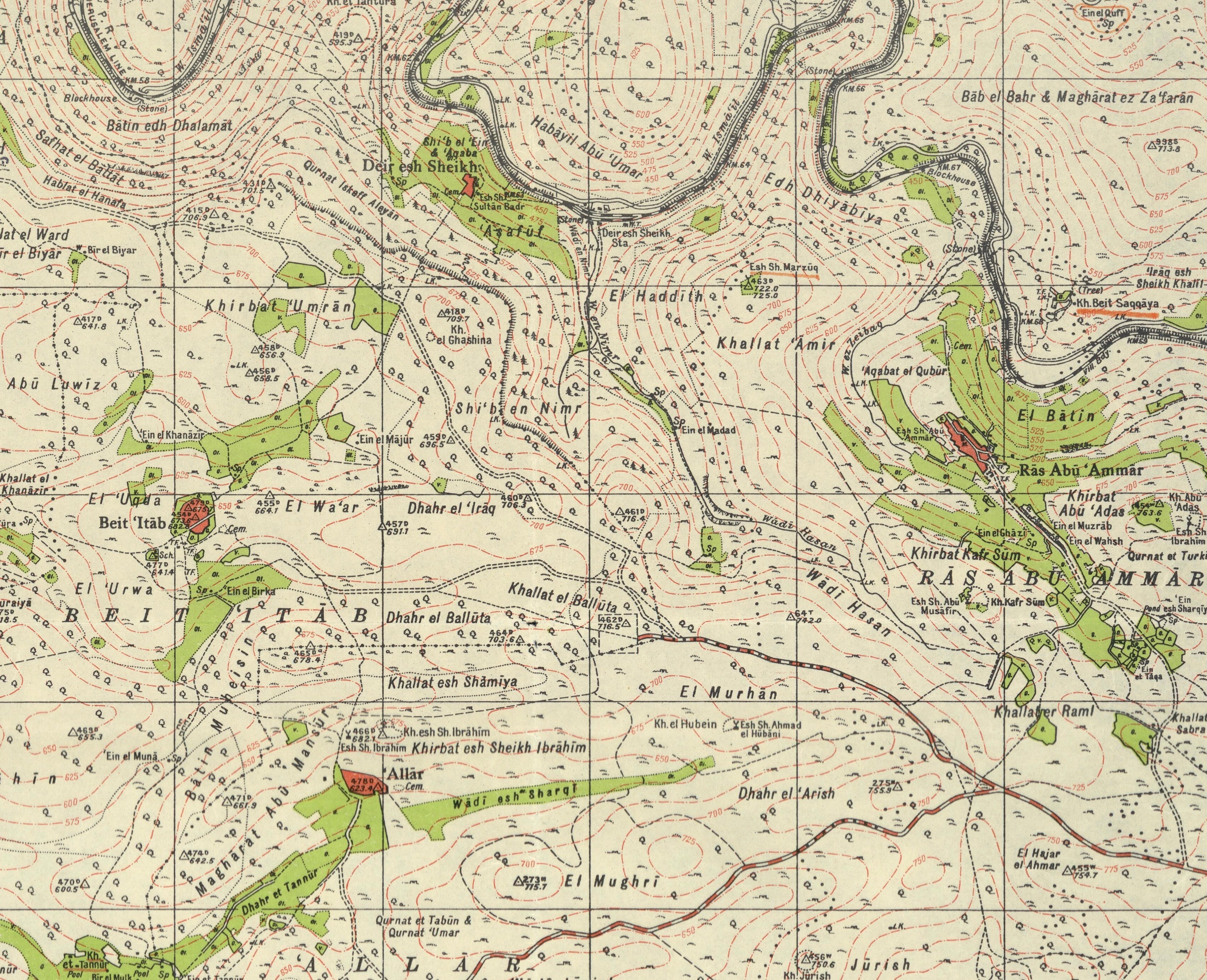
خريطة علار حسب الانتداب البريطاني بمقياس رسم 1:20,000
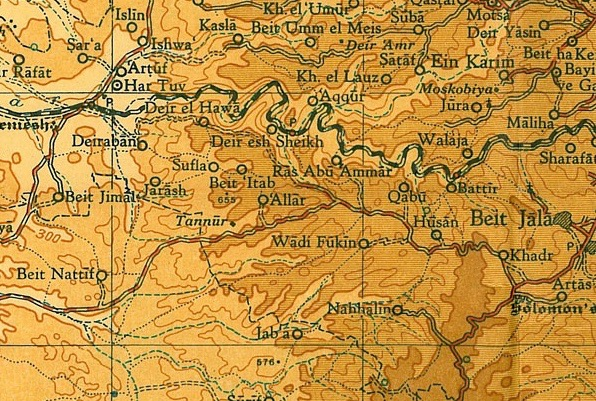
خريطة علار في عام 1945، بمقياس رسم 1:20,000

### حرب 1948
هجرت القوات الإسرائيلية سكان علار في 22 أكتوبر 1948 كجزء من حرب 1948. كان الهجوم عليها ضمن عملية هاهار وهو هجوم نفذه لواء هارئيل ولواء إتزيوني بهدف توسيع ممر القدس. لاحقا طردت القوات سكان القرى الذي خيموا في الأخاديد والكهوف المجاورة.
بعد الحرب ظلت أنقاض علار تحت السيطرة الإسرائيلية وفقًا لشروط اتفاقية هدنة عام 1949 بين إسرائيل والأردن. أنشئت مستوطنتين إسرائيليتين على أراضي علار هما مطاع وبار جيورا في عام 1950.
وصفها الكاتب الفلسطيني وليد الخالدي في عام 1992 الموقع مليء بالأنقاض الحجرية والكتل الخرسانية والقضبان الفولاذية المتناثرة بالإضافة إلى بقايا المدرجات الحجرية والجدران. ومبنى المدرسة الحجري المقبب. وعلى المنحدرات المطلة على القرية تنمو أشجار اللوز والسرو والصبار.

## المقام
ذكر فيكتور غيرن في عام 1863 وجد مقام شمال شرق القرية تٌعرف بخربة الشيخ هوبين. أسمى حزب العمال الاشتراكي القرية في عام 1883 بخربة هوبين إشارة إلى المقام.

## ثبت المراجع
- Conder، C.R.؛ Kitchener، H.H. (1883). The Survey of Western Palestine: Memoirs of the Topography, Orography, Hydrography, and Archaeology. London: صندوق استكشاف فلسطين. ج. 3.
- Davis، Rochelle (2011). Palestinian Village Histories: Geographies of the Displaced. Stanford: Stanford University Press. ISBN:978-0-8047-7313-3. مؤرشف من الأصل في 2024-09-27.
- Government of Palestine, Department of Statistics (1945). Village Statistics, April, 1945. مؤرشف من الأصل في 2025-05-10.
- Guérin, V. (1869). Description Géographique Historique et Archéologique de la Palestine (بالفرنسية). Paris: L'Imprimerie Nationale. Vol. 1: Judee, pt. 2.
- Hadawi، S. (1970). Village Statistics of 1945: A Classification of Land and Area ownership in Palestine. Palestine Liberation Organization Research Center. مؤرشف من الأصل في 2018-12-08. اطلع عليه بتاريخ 2009-08-18.
- Hartmann، M. (1883). "Die Ortschaftenliste des Liwa Jerusalem in dem türkischen Staatskalender für Syrien auf das Jahr 1288 der Flucht (1871)". Zeitschrift des Deutschen Palästina-Vereins. ج. 6: 102–149.
- Hütteroth، Wolf-Dieter؛ Abdulfattah، Kamal (1977). Historical Geography of Palestine, Transjordan and Southern Syria in the Late 16th Century. Erlanger Geographische Arbeiten, Sonderband 5. Erlangen, Germany: Vorstand der Fränkischen Geographischen Gesellschaft. ISBN:3-920405-41-2. مؤرشف من الأصل في 2025-03-06.
- Kark، R.؛ Oren-Nordheim، Michal (2001). Jerusalem and its environs: quarters, neighborhoods, villages, 1800-1948 (ط. Illustrated). Wayne State University Press. ISBN:978-0-8143-2909-2. مؤرشف من الأصل في 2024-03-16.
- Khalidi، W. (1992). All That Remains: The Palestinian Villages Occupied and Depopulated by Israel in 1948. واشنطن العاصمة: مؤسسة الدراسات الفلسطينية. ISBN:0-88728-224-5. مؤرشف من الأصل في 2024-10-08.
- Kushner، David (1986). Palestine in the late Ottoman period: political, social, and economic transformation. BRILL. ISBN:978-90-04-07792-8. مؤرشف من الأصل في 2023-07-31.
- Morris، B. (2004). The Birth of the Palestinian Refugee Problem Revisited. Cambridge University Press. ISBN:978-0-521-00967-6. مؤرشف من الأصل في 2024-10-14.
- Palmer، E. H. (1881). The Survey of Western Palestine: Arabic and English Name Lists Collected During the Survey by Lieutenants Conder and Kitchener, R. E. Transliterated and Explained by E.H. Palmer. صندوق استكشاف فلسطين. (p. 283 )
- Petersen، Andrew (2001). A Gazetteer of Buildings in Muslim Palestine (British Academy Monographs in Archaeology). دار نشر جامعة أكسفورد. ج. 1. ISBN:978-0-19-727011-0. مؤرشف من الأصل في 2024-12-07.
- Pringle، D. (1993). The Churches of the Crusader Kingdom of Jerusalem: A-K (excluding Acre and Jerusalem). مطبعة جامعة كامبريدج. ج. I. ISBN:0-521-39036-2. مؤرشف من الأصل في 2025-05-07.
- Robinson، E.؛ Smith، E. (1856). Biblical Researches in Palestine, Mount Sinai and Arabia Petraea: A Journal of Travels in the year 1838. Boston: Crocker & Brewster. ج. 2.
- Singer، A. (1994). Palestinian peasants and Ottoman officials: rural administration around sixteenth-century Jerusalem (ط. 3rd, Illustrated). Cambridge University Press. ISBN:978-0-521-47679-9. مؤرشف من الأصل في 2024-12-25.
- Schick، C. (1896). "Zur Einwohnerzahl des Bezirks Jerusalem". Zeitschrift des Deutschen Palästina-Vereins. ج. 19: 120–127.
- Socin، A. (1879). "Alphabetisches Verzeichniss von Ortschaften des Paschalik Jerusalem". Zeitschrift des Deutschen Palästina-Vereins. ج. 2: 135–163.

## روابط خارجية
- Welcome To 'Allar, Palestine Remembered
- 'Allar، ذاكرات
- مسح غرب فلسطين، الخريطة 17: IAA, Wikimedia commons
- Allar في مركز خليل السكاكيني الثقافي
- Allar في Baheth for Studies.
- Demarcation of Forest Lands نسخة محفوظة 8 أبريل 2023 على موقع واي باك مشين. حكومة فلسطين، نوفمبر 1932